# نیترومرسول
نیترومرسول (به انگلیسی: Nitromersol) یک ترکیب شیمیایی با شناسه پاب‌کم ۱۶۶۸۲۹۳۵ است. 